# Rahotep (Königssohn)
Rahotep war ein altägyptischer Königssohn, der wahrscheinlich Mitte der 5. Dynastie oder später, im 25. oder 24. Jahrhundert v. Chr., lebte. Rahotep ist von seiner Mastaba (G 8290) auf dem so genannten Central Field in Gizeh bekannt. Die Inschriften in der Mastaba nennen seine Titel. Er war Erbprinz (Jrj-pˁt = Iri-pat), Königssohn (S3-nswt = Sa-nesut), Vorlesepriester (H̱rj-ḥ3bt = Cheri-hebet), Ältester der Kammer (Smsw-js(t) = Semsu-is(et)) und Vorsteher der Breiten Halle (Jmj-r3-wsḫt = Imi-ra-usechet). Seine Gemahlin war eine Frau mit dem Namen Mechenu.
Seine Mastaba ist ein 31 × 14,10 m großer Bau. Der untere Teil ist in den Felsen gehauen, der Oberteil ist aufgemauert. An der Ostseite befindet sich eine kleine Kapelle mit einem Hof und zwei Pfeilern. Von dort gelangte man in die eigentliche Mastaba. Der Eingang zur Mastaba hat einen dekorierten Türsturz, auf dem sich Name und Titel des Rahotep finden. Im eigentlichen Mastababau befindet sich die Kultkapelle mit einer unbeschrifteten Scheintür. Von hier gelangt man auch in die unterirdische Grabkammer, die beraubt aufgefunden wurde.